# 군나르 뮈르달
칼 군나르 뮈르달(스웨덴어: Karl Gunnar Myrdal, 1898년 12월 6일~1987년 5월 17일)은 스웨덴의 경제학자, 사회학자, 정치인이다. 스톡홀름 대학교 교수, 무역 상업부 장관, 국제 연합 유럽 경제 위원회 상임 간사 등을 역임했다. 미국의 흑인 문제를 객관적으로 분석한 저서를 썼으며 냉전 체제 하에서의 동서(東西) 무역을 주장한 공적도 크다. 1974년 영국의 프리드리히 하이에크와 함께 노벨 경제학상을 수상하였다.